# التقسيم الأول لبولندا

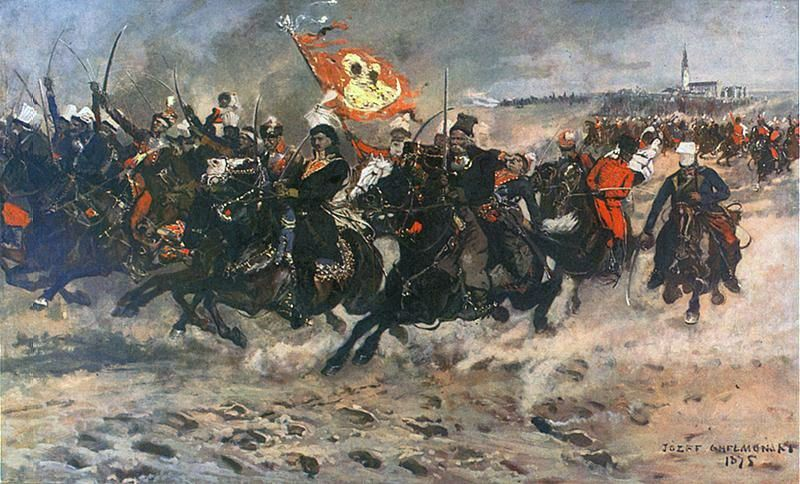

حصل أول تقسيم لبولندا في عام 1772، وكان التقسيم الأول من بين ثلاثة تقسيمات أدت في نهاية المطاف إلى إنهاء وجود الكومنولث البولندي الليتواني بحلول عام 1795. تمثل الدافع الأساسي للتقسيم الأول في تهديد الإمبراطورية الروسية ذات القوة المتنامية لمملكة بروسيا وملكية هابسبورغ.
أعدّ فريدرش العظيم ملك بروسيا هذا التقسيم لمنع النمسا من خوض الحرب، بسبب شعورها بالغيرة من النجاحات الروسية ضد الإمبراطورية العثمانية. قُسمت أراضي الكومنولث الضعيفة -بما في ذلك ما كانت تسيطر عليه روسيا بالفعل- بين جيرانها الأكثر قوة -النمسا وروسيا وبروسيا- بهدف استعادة توازن القوى الإقليمي في أوروبا الوسطى بين تلك البلدان الثلاثة.
أقر البرلمان البولندي (سيم) هذا التقسيم في عام 1773 فيما عُرف بسيم التقسيم (برلمان التقسيم) الذي عقدته القوى الثلاث، مستفيدين من عدم قدرة بولندا على الدفاع عن نفسها بشكل فعال، بالإضافة إلى وجود قوات أجنبية بالفعل داخل البلاد.

## خلفية
خُفضت رتبة الكومنولث البولندي الليتواني من اعتباره قوةً أوروبيةً كبرى إلى محمية روسية (أو إقطاعية أو دولة تابعة) بحلول نهاية القرن الثامن عشر، بالتزامن مع اعتماد التسار الروسي طريقةً أكثر فعاليةً لاختيار الملوك البولنديين الليتوانيين عن طريق إجراء الانتخابات الحرة، وتقرير نتائج الكثير من السياسات الداخلية لبولندا من خلال سيم ريبنين، الذي سُمي تيمنًا بالسفير الروسي الذي ترأس هذه الإجراءات بشكل غير رسمي.
حصل التقسيم الأول بعد اختلال توازن القوى في أوروبا، إذ أدت الانتصارات الروسية ضد الأتراك العثمانيين في الحرب الروسية التركية (بين عامي 1768 و1774) إلى زيادة قوة روسيا وتعريض مصالح هابسبورغ في تلك المنطقة للخطر (خاصة في إمارة البغدان والأفلاق). بدأ الهابسبورغيين في النمسا بالتفكير في شن حرب ضد روسيا في تلك المرحلة.
اقترحت فرنسا -صديقة كل من روسيا والنمسا- سلسلةً من التعديلات الإقليمية التي من شأنها تعويض النمسا بأجزاء من مقاطعة سيليزيا البروسية، وإعادة كل من بروسيا إيرملاند (فارميا) وأجزاء من الإقطاعية البولندية «دوقية كورلاند وسيميغاليا» إلى بروسيا، ولكن تحت الهيمنة الألمانية البلطيقية. لم يمتلك الملك فريدرش العظيم ملك بروسيا أي نية للتخلي عن مقاطعة سيليزيا، بعد أن كان قد كسبها لتوه في الحروب السيلزية. ومع ذلك، كان مهتمًا أيضًا بإيجاد حل سلمي، إذ كان خائفًا من الدخول في حرب محتملة مع النمسا بسبب تحالفه مع روسيا (التحالف الروسي البروسي)، بالإضافة إلى إدراكه أن حرب السنوات السبع قد أضعفت خزينة بروسيا وجيشها. اهتم فريدرش العظيم أيضًا بحماية الإمبراطورية العثمانية الضعيفة، والتي اعتبر أنه من الممكن الاستفادة منها بشكل أفضل في حال نشوب حرب بروسية إما مع روسيا أو النمسا. أمضى الأمير هنري شقيق فريدرش شتاء عام (1770-1771) كممثل عن المحكمة البروسية في سانت بطرسبرغ. اقترحت كاترين الثانية من روسيا ومستشارها العام إيفان تشيرنيشيوف على هنري مطالبة بروسيا ببعض الأراضي البولندية مثل إيرملاند، نظرًا إلى ضم النمسا 13 مدينة في منطقة تسيبس المجرية في عام 1769 (منتهكةً معاهدة لوبوفلا). اقترح فريدرش -بعد أن أبلغه هنري بالاقتراح- تقسيم النمسا وبروسيا وروسيا للأراضي الحدودية البولندية، مع إعطاء النصيب الأكبر للنمسا كونها الطرف الأكثر تضررًا من التغييرات الأخيرة في توازن القوى. وهكذا، حاول فريدرش تشجيع روسيا على توجيه توسعها نحو بولندا الضعيفة التي لا تؤدي وظائفها على أتم وجه بدلاً من العثمانيين. اقترح رجل الدولة النمساوي فينزل أنتون أمير كاونيتز-ريتبرغ أن تأخذ بروسيا الأراضي من بولندا مقابل التنازل عن سيليزيا لصالح النمسا، ولكن رفض فريدرش هذه الخطة.
دمرت الحرب الأهلية بولندا، إذ حاولت قوات اتحاد بار -التي تشكلت في بار- إيقاف السيطرة الروسية على بولندا، على الرغم من اعتبار روسيا –منذ جلسة السيم الصامت ولعدة قرون بعدها- بولندا الضعيفة محميةً خاصةً بها. أدت انتفاضة فلاحي كولييفشينا والقوزاق الأخيرة في أوكرانيا إلى إضعاف الموقف البولندي أيضًا. علاوةً على ذلك، كان يُنظر إلى الملك البولندي المدعوم من روسيا، ستانيسواف أغسطس بونياتوفسكي، على أنه ضعيف ومستقل للغاية في التفكير. قررت المحكمة الروسية في نهاية المطاف تضاؤل فائدة بولندا كمحمية تابعة لها. بررت القوى الثلاث تصرفاتها رسميًا على أنها تعويض للتعامل مع «جار مزعج» وإعادة النظام إلى بولندا الفوضوية؛ في الواقع، كانت القوى الثلاث مهتمةً بالمكاسب الإقليمية.
أقنع هنري شقيقه فريدرش وأرشيدوقة النمسا ماريا تيريزا بأن التقسيم الثلاثي للكومنولث البولندي الليتواني بدلاً من أخذ روسيا للأرض من العثمانيين من شأنه أن يحافظ على توازن القوى، وذلك بعد احتلال روسيا لإدارات الدانوب. وافقت القوى الثلاث على تقسيم بولندا الأول، بضغط من بروسيا، التي أرادت ضم مقاطعة بروسيا الملكية الشمالية البولندية منذ فترة طويلة. حصل كل ذلك في ضوء التحالف النمساوي العثماني المحتمل، مع وجود اعتراضات شكلية فقط من النمسا، التي كانت تفضل الحصول على المزيد من الأراضي العثمانية في البلقان بدلاً من ذلك، فهي المنطقة التي لطالما طمعت ملكية هابسبورغ بها. انسحب الروس من إمارة البغدان بعيدًا عن الحدود النمساوية. أعطت محاولة اتحاديي بار لاختطاف الملك بونياتوفسكي في 3 نوفمبر من عام 1771 لمحاكم الدول الثلاث ذريعةً أخرى لإظهار «الفوضى البولندية» وضرورة تدخل جيرانها و«إنقاذ» البلاد ومواطنيها.

## بداية التقسيم
استولت كل من النمسا وبروسيا على بعض المناطق الحدودية للكومنولث بين عامي 1769 و1771، إذ استولت النمسا على مقاطعة تسيبس، وضمت بروسيا كل من لاونبورغ وبوتو. أبرمت بروسيا وروسيا اتفاقيةً في سانت بطرسبرغ في 6 فبراير 1772، وتلاها التوقيع على اتفاقية التقسيم في فيينا في 19 فبراير من عام 1772. دخلت القوات الروسية والبروسية والنمساوية في آن واحد الكومنولث في أوائل أغسطس من ذلك العام، واحتلت المقاطعات التي اتفقت فيما بينها عليها مسبقًا. وقعت الأطراف الثلاثة على معاهدة حول المكاسب الإقليمية الخاصة بكل منها على حساب الكومنولث في الخامس من أغسطس من ذات العام.
لم تتوقف كتائب اتحاد بار عن القتال، على الرغم من إجبار مجلسها التنفيذي على مغادرة النمسا -التي دعمته سابقًا- بعد انضمام النمسا إلى التحالف الروسي البروسي. استطاعوا الحفاظ على العديد من القلاع والمدن لأطول فترة ممكنة؛ لم تسقط قلعة فافل في كراكوف فقط حتى نهاية أبريل؛ حافظوا على قلعة تينيك حتى نهاية يوليو من عام 1772؛ استمروا في حماية مدينة تشيستوخوفا تحت قيادة كازيمير بولاسكي حتى أواخر أغسطس. هُزم اتحاد بار في نهاية المطاف، وفر أعضاؤه إلى الخارج، أو رحلهم الروس إلى سيبيريا.